# Quercus chrysotricha
Quercus chrysotricha är en bokväxtart som beskrevs av Aimée Antoinette Camus. Quercus chrysotricha ingår i släktet ekar, och familjen bokväxter. Inga underarter finns listade.